# Siły Powietrzne Komitetu Wyzwolenia Narodów Rosji
Siły Powietrzne Komitetu Wyzwolenia Narodów Rosji (ros. Военно-воздушные силы КОНР) – formacja wojskowa Sił Zbrojnych Komitetu Wyzwolenia Narodów Rosji pod koniec II wojny światowej.

## Historia
Siły Powietrzne KONR rozpoczęły formowanie na mocy rozkazu marsz. Hermanna Göringa, dowódcy Luftwaffe z 19 grudnia 1944 roku. na bazie 1 Wschodniej Eskadry Lotniczej. Na ich czele stanął płk (gen. mjr) Wiktor Malcew. Sztab stacjonował w Karlsbadzie, zaś od poł. lutego 1945 w Marienbadzie. Przedstawicielem strony niemieckiej przy sztabie wyznaczono gen. Heinricha Aschenbrennera. Bazą tworzonej formacji było lotnisko w mieście Eger w zachodniej części Protektoratu Czech i Moraw. Lotnictwo Sił Zbrojnych KONR zasilili również „wschodni” ochotnicy z oddziałów desantowych i pomocniczych Luftwaffe. Ponadto w jego skład weszli Biali Rosjanie z emigracji, w tym grupa kadetów 1 Rosyjskiego Korpusu Kadetów Wielkiego Księcia Konstantina Konstantinowicza na czele z gen. P. Ch. Popowem, która we wrześniu 1944 r. ewakuowała się z okupowanej Jugosławii. Oprócz oddziałów lotniczych w skład wojsk lotniczych Sił Zbrojnych KONR miały wejść oddziały desantowo-szturmowe, artylerii przeciwlotniczej i łączności. Ostatecznie do kwietnia 1945 r. sformowano 1 Pułk Lotniczy płk. Leonida I. Bajdaka (18 samolotów myśliwskich Me 109 G, 1 odrzutowy samolot myśliwski Me 262, 14 samolotów bombowych Ju 88, 1 samolot bombowy He 111, 1 samolot rozpoznawczy Do 17, 5 samolotów rozpoznawczych Fi 158, 2 samoloty transportowe Ju 52, 2 zdobyczne samoloty sowieckie U-2), 9 Pułk Artylerii Przeciwlotniczej ppłk. R. Wasiliewa, 12 Budowniczy Pułk Łączności Telegraficznej i Powietrznej, 9 Batalion Spadochronowo-Desantowy ppłk. Maksima Kocara, a następnie mjr. Aleksieja Biezrodnego, 6 Samodzielną Kompanię Łączności mjr. W. Łantucha. Istniała też szkoła lotników, działająca przy eskadrze szkoleniowo-treningowej. Liczebność lotnictwa Sił Zbrojnych KONR osiągnęła ok. 5 tys. żołnierzy. 13 kwietnia lotnicy Sił Zbrojnych KONR przeszli chrzest bojowy na froncie nad Odrą, kiedy 5 Eskadra Myśliwska mjr. Siemiona Byczkowa i 8 Eskadra Nocnych Bombowców kpt. Bronisława Antilewskiego wsparły z powietrza natarcie 1 Dywizji Piechoty gen. mjr. Siergieja Buniaczenki na silnie umocniony przyczółek Ehrlenhof. Była to jednak zarazem ostatnia akcja bojowa. 18 kwietnia gen. Andriej Własow, głównodowodzący Siłami Zbrojnymi KONR, rozkazał gen. W. Malcewowi przenieść samoloty na lotniska rezerwowe, gdzie czekały na nie zapasy amunicji i wyposażenia wojskowego. Było to związane z prowadzonymi rozmowami z przedstawicielami czeskiego ruchu oporu o charakterze narodowym. W przypadku nie zawarcia umowy z Czechami i nie doczekania do przyjścia wojsk alianckich, samoloty miały być przekazane Niemcom, zaś żołnierze mieli przemaszerować na południe w celu połączenia się z pozostałymi oddziałami „własowskimi”. 20 kwietnia żołnierze wojsk lotniczych Sił Zbrojnych KONR wyruszyli ze swoich miejsc stacjonowania. 23 kwietnia do kolumny dołączyło ok. 800-osobowy oddział Białorusinów ze składu 30 Dywizji Grenadierów SS. 25 kwietnia do Amerykanów została wysłana delegacja, której przekazano, aby Rosjanie 27 kwietnia złożyli broń i poddali się. Nastąpiło to w Langdorfie. Oficerowie i część żołnierzy wojsk lotniczych Sił Zbrojnych KONR została kilka miesięcy później przekazana Sowietom, ale większość uniknęła tego losu.

## Skład organizacyjny
- dowódca – płk (gen. mjr) Wiktor Malcew
- adiutant – por. Boris Własienko,
- sekretarz – A. Łoban,
- szef kancelarii – kpt. G. N. Pietrow,
- szef sztabu – płk Aleksandr Waniuszyn,
  - adiutant – kpt. N. Baszkoj,
  - szef oddziału ogólnego sztabu i oficer do specjalnych poruczeń – mjr Klimowicz,
  - szef oddziału lotniczego sztabu i zastępca szefa sztabu ds. technicznych – mjr Awgustin Mettl,
  - szef łączności sztabu – por. Smolin,
  - szef oddziału bezpieczeństwa – mjr W. Tucholnikow,
  - szef oddziału kadr – kpt. Naumienko,
  - szef oddziału propagandy – mjr Aleksandr Albow,
  - redaktor naczelny pisma „Naszy Krylja” – A. Buldiejew (Usow),
  - szef oddziału prawnego – kpt. Kryżanowski,
  - szef służby intendenckiej – por. G. Goliejewski,
  - szef służby sanitarnej – ppłk W. Lewicki,
  - pluton specjalnego przeznaczenia – d-ca por. Fatianow,
  - pluton ochrony sztabu – d-ca por. Wasilij Wasiuchno,
- 1 Pułk Lotniczy – d-ca płk Leonid Bajdak,
  - 5 Eskadra Myśliwska im. płk. A. Ł. Lazakowa – d-ca mjr Siemion Byczkow,
  - 8 Eskadra Nocnych Bombowców – d-ca kpt. Bronisław Antilewski,
  - 3 Eskadra Rozpoznawczo-Szturmowa – d-ca kpt. Iwanow,
  - 5 Eskadra Szkoleniowo-Treningowa – mjr Michaił Tarnowski,
  - szkoła lotników – komendant mjr M. W. Tarnowski,
- 6 Samodzielna Kompania Łączności – d-ca ppłk W. Łantuch,
- 9 Pułk Artylerii Przeciwlotniczej – d-ca R. Wasiliew,
- 9 Batalion Spadochronowo-Desantowy – d-ca ppłk Maksim Kocar, a następnie mjr Aleksiej Biezrodny.